# Baza Lotnicza Al-Kunajtira
Baza Lotnicza Al-Kunajtira (IATA: NNA, ICAO: GMMY) – wojskowy port lotniczy położony w Al-Kunajtira, w regionie Al-Gharb-Szararda-Bani Ahsin, w Maroku.